# Malcolm Lange
Malcolm Lange (Johannesburg, 22 de novembre de 1973) va ser un ciclista sud-africà. En el seu palmarès destaquen tres Campionats nacionals en ruta i dos en contrarellotge.
Un cop retirat s'ha dedicat a la direcció de l'equip Bonitas.

## Palmarès
- 1991
  - 1r al Pick n Pay Amashovashova National Classic
- 1995
  -  Campió de Sud-àfrica en ruta
  - 1r al Pick n Pay Amashovashova National Classic
- 1997
  -  Campió de Sud-àfrica en contrarellotge
- 1998
  -  Campió de Sud-àfrica en contrarellotge
  - 1r al Pick n Pay Amashovashova National Classic
  - Vencedor de 2 etapes al Giro del Cap
- 1999
  -  Campió de Sud-àfrica en ruta
  - Vencedor de 2 etapes al Giro del Cap
  - Vencedor de 2 etapes al Tour del Mar de la Xina Meridional
- 2000
  - 1r al 94.7 Cycle Challenge
- 2001
  - 1r al Pick n Pay Amashovashova National Classic
  - 1r al 94.7 Cycle Challenge
- 2002
  - 1r al Pick n Pay Amashovashova National Classic
- 2004
  - Vencedor de 3 etapes al Volta a Tunísia
- 2006
  - Vencedor d'una etapa al Giro del Cap
- 2007
  -  Campió de Sud-àfrica en ruta
  - Vencedor de 3 etapes a la Volta al Marroc
- 2008
  - 1r al Pick n Pay Amashovashova National Classic
  - 1r al 94.7 Cycle Challenge
  - Vencedor de 3 etapes a la Volta al Marroc
- 2010
  - 1r a l'Emirates Cup
  - Vencedor d'una etapa a la Jelajah Malaysia